# Seznam písní Pavlíny Filipovské
Toto je seznam písní, které nazpívala zpěvačka, herečka a moderátorka Pavlína Filipovská.

## Seznam písní (výběr)
poz. – píseň – duet – (autor hudby/autor textu) – rok
(h:/t:) – doposud nezjištěný autor hudby nebo textu
- (na doplnění)

## A
- Aristofanes – (Jiří Šlitr / Jiří Suchý)
- Ať žije show – (h:/t:)

## B
- Babičko, nauč mně charleston  – (Ludvík Binovský / Ludvík Podéšť)
- Barvy–laky – J. Suchý a P. Filipovská – (Jiří Šlitr / Jiří Suchý)
- Betty – J. Suchý a P. Filipovská (Jiří Šlitr / Jiří Suchý)
- Bíle mě matička oblékala – (Jiří Šlitr / Jiří Suchý)

## Č
- Čínský drak – (Ladislav Štaidl / Rostislav Černý)

## F
- Fórová myš – Pavlína Filipovská a Jiří Bruder – (h:/t:)

## J
- Já bych chtěl mít tvé foto – Pavlína Filipovská a Milan Chladil – (h:/t:) – (z operety Na tý louce zelený)
- Jsme áčka (Who Wants To Be A Millionaire) – Pavlína Filipovská a Karel Štědrý – (Cole Porter / Cole Porter, č.t. Zdeněk Borovec)

## K
- Kam letí ten čáp – (Ladislav Štaidl / Jiří Štaidl)
- Kapitáne, kam s tou lodí – (Jiří Šlitr / Jiří Suchý)
- Kdybys byl cowboyem /Kdybys byl kovbojem/ – (Miloslav Ducháč / Zdeněk Borovec)
- Když muzika začne hrát... – Dodo Slávik a Pavlína Filipovská – (Karel Hašler / Karel Hašler)
- Krajkový šál – (h:/t:)

## L
- Láska není kviz – (h:/t:) – 1965
- Láska se nevyhne králi – (Jiří Šlitr / Jiří Suchý)
- Loďka z kůry – (B. Nikodem / Jiří Štaidl)

## M
- Mít tak půvab (The More I See You) – (h:/t:)
- Muziky, muziky, musíte krásně hrát – Pavlína Filipovská a Josef Zíma – (h:/t:)

## N
- Nad Prahou tančily hvězdičky – (Karel Hašler / Karel Hašler)
- Nej, nej, nej... – Pavlína Filipovská a Josef Zíma – (Zdeněk Marat / Miroslav Zikán a Jindřich Zpěvák)
- Není to tak dávno – (h:/t:)
- Normálně – (h:/t:Vladimír Dvořák)  – twist

## O
- Od čtyř do sedmi – Pavlína Filipovská a František Filipovský – (h:/t:)
- Odešel mi  – (h:/t:)

## P
- Píseň o lití olova – (h:/t:)
- Plná hrst – zpěv: Pavel Sedláček, Pavlína Filipovská, Hana Hegerová a Jana Malknechtová – (Jiří Šlitr / Jiří Suchý)
- Pohádka o dívce studené – (h:/t:)
- Pouťové limbo – (h:/t:)
- Pozvání (Who Wants To Be A Millionaire) – Jiří Suchý a Pavlína Filipovská
- Praho, jak mám tě rád! – Karel Štědrý a Pavlína Filipovská – (Karel Hašler / Karel Hašler)
- Pro všechny v sálech (That's Entertainment) – Pavlína Filipovská a Karel Štědrý – (Arthur Schwartz / Howard Dietz, český text Zdeněk Borovec)
- Proč se lidi nemaj rádi – (Jiří Šlitr / Jiří Suchý) – 1962
- Purpura – Pavlína Filipovská a Jiří Suchý –  (Jiří Šlitr / Jiří Suchý) – 1962
- Purpura – Pavlína Filipovská a Karel Štědrý –  (Jiří Šlitr / Jiří Suchý)

## Ř
- Říká mi Pavlíno – (Vlastimil Hála / Jiří Schwentner)

## S
- Spodek, filek, král a eso – zpěv: Milan Drobný, Jiří Jelínek, Pavel Sedláček, Karel Gott, Pavlína Filipovská, Hana Hegerová a Jana Malknechtová – (Jiří Šlitr / Jiří Suchý) – twist
- Strahováček – Karel Gott a Pavlína Filipovská – (h:/t:)

## T
- Tam, kde láska očekává nás – (h:/t:)
- Tam na konečný – (h:/t:)
- To nebyl sen (Sand) – (L. Hazlewood / J. Žížalová)[1]
- Tralala

## V
- Večer za Strahovskou branou – Pavel Trávníček a Pavlína Filipovská a Patrola – (Karel Hašler / Karel Hašler)
- Včera neděle byla – (Jiří Šlitr / Jiří Suchý) – 1960[2]

## Z
- Zlaté střevíčky – (americká lidová / Vilém Dubský)
- Zpěv ptačí – (Jiří Šlitr / Jiří Suchý)